# Jack Ragland
Jake Williamson Ragland (Hutchinson (Kansas), 9 de outubro de 1913 - Tucson, 14 de junho de 1996) foi um basquetebolista estadunidense que fez parte da Seleção Estadunidense que conquistou a Medalha de Ouro nos XI Jogos Olímpicos de Verão de 1936 realizado em Berlim na Alemanha nazista.

## Biografia
Jake Ragland estudou e jogou na Universidade de Wichita, onde conheceu seu companheiro de Seleção Estadunidense Frank Johnson. Jogou por quatro temporadas na Liga AAU pela equipe do Globe Refiners onde foi selecionado para a equipe que iria a Berlim em 1936 e depois pelo Philips 66ers.

## Estatísticas com a Seleção Estadunidense
| Evento      | Idade | Data       | Resultado       | Pts |
| ----------- | ----- | ---------- | --------------- | --- |
| Berlim 1936 | 22    | 12/08/1936 | EUA 56 - 23 PHI | 5   |
| Berlim 1936 | 22    | 14/08/1936 | EUA 19 X 8 CAN  | 2   |

(*) Baseado nos dados contidos no sítio sports-reference.com